# 2I/Borisov
2I/Borisov (oznaczenie tymczasowe  gb00234, wstępnie C/2019 Q4 (Borisov)) – kometa międzygwiezdna (jednopojawieniowa) o mimośrodzie orbity heliocentrycznej {\displaystyle e\approx 3}, niezwiązana grawitacyjnie ze Słońcem. W ciągu kilkunastu dni po odkryciu obiektu i badaniach jego trajektorii oceniono, że porusza się on po orbicie hiperbolicznej, z hiperboliczną nadwyżką prędkości {\displaystyle v_{\infty }} około 30 km/s. Jest to ważna przesłanka wskazująca, że jest to obiekt międzygwiezdny.

## Odkrycie
Obiekt został odkryty 30 sierpnia 2019 r. w Krymskim Obserwatorium Astronomicznym, przez rosyjsko-ukraińskiego astronoma amatora Giennadija Borysowa za pomocą własnego teleskopu o średnicy zwierciadła 0,65 metra. W chwili odkrycia obiekt zbliżał się do Słońca i znajdował się ok. 3 ± 0,1 au od Słońca oraz 3,8 ± 0,1 au od Ziemi i miał elongację ok. 38°. Nadlatywał z gwiazdozbioru Perseusza, w pobliżu granicy z Kasjopeą i bardzo blisko płaszczyzny Drogi Mlecznej. Obliczona data dotarcia do peryhelium (największego zbliżenia do Słońca, na około 2 au, tj. za orbitą Marsa) to 8 grudnia 2019 r.

Obserwowałem to 29 sierpnia, ale był to 30 sierpnia GMT. W kadrze widziałem poruszający się obiekt, który poruszał się w kierunku nieco innym niż główne planetoidy. Zmierzyłem jego współrzędne i przejrzałem bazę danych Minor Planet Center. Okazało się, że był to nowy obiekt. Następnie na podstawie różnych parametrów sprawdziłem ocenę jego dotarcia w pobliże Ziemi, która okazała się być równa 100% – innymi słowy niebezpieczny. W takich przypadkach jest konieczność natychmiastowej międzynarodowej publikacji parametrów w celu potwierdzenia niebezpiecznych asteroid. Wysłałem je i napisałem, że [obraz] obiektu był rozmyty oraz że nie była to planetoida, ale kometa.

## Nazwa komety
W wywiadzie dla rosyjskiej agencji informacyjnej RIA Nowosti udzielonym 16 września 2019 Giennadij Borysow wyraził też pogląd, że kometa przezeń odkryta (i nazwana wg zasad stosowanych wobec zwykłych komet) powinna wkrótce – ponieważ jest to obiekt międzygwiezdny – uzyskać inną oficjalną nazwę, w której znajdzie się jego nazwisko – w transkrypcji angielskiej „Borisov” – ale poprzedzone będzie innymi literami i cyframi niż C/2019 Q4. Zgodnie z tym przewidywaniem 24 września 2019 Międzynarodowa Unia Astronomiczna nadała komecie oficjalne oznaczenie 2I/Borisov.

## Minor Planet Center

Animacja komety zbliżającej się do wnętrza Układu Słonecznego

Kometa była tymczasowo wymieniona w Minor Planet Center na liście wymagających potwierdzenia obiektów bliskich Ziemi (ang. near-Earth object confirmation page, NEOCP) jako gb00234, ponieważ wstępne i bardzo przybliżone kalkulacje jej trajektorii wskazywały na możliwość znacznego zbliżenia się do Ziemi. Zanim niepewności zredukowano na tyle, by wiedzieć, że trajektoria komety jest hiperboliczna {\displaystyle (e>1)} i nie zbliży się ona do Słońca poniżej 2 au, obliczenia sugerowały, że może to być orbita eliptyczna z peryhelium około 1,4 au i aphelium (największe oddalenie od Słońca) około 1,6 au, a okres obiegu Słońca mógłby być krótszy niż 1 rok. Takie rozwiązanie było możliwe przy przyjęciu równocześnie niższego mimośrodu {\displaystyle (e\approx 0,7)} i wyższego nachylenia (75°); takie elementy orbity są już jednak wykluczone na podstawie dokładniejszych pomiarów, a kometa nie kwalifikuje się do obiektów bliskich Ziemi.

## Ekscentryczność
Im mniejsze peryhelium, tym mniejszy będzie mimośród {\displaystyle e} orbity hiperbolicznej. Międzygwiezdni przybysze mogą mieć bardzo duże wartości tego parametru, takie jak {\displaystyle e>3,} ponieważ obiekty te nigdy nie były związane grawitacyjnie ze Słońcem, a niewielka różnica prędkości powoduje dużą zmianę ekscentryczności.
Po 13 dniach obserwacji najlepsza ocena elementów orbity wskazała na trajektorię hiperboliczną z {\displaystyle e\approx 3,5} i peryhelium odległym od Słońca o ~2,0 au, przez które obiekt przeszedł 8 grudnia 2019. Wykorzystując 151 obserwacji, algorytm Scout z JPL podał zakres ekscentryczności 2,9–4,5.
Przy zaledwie 12-dniowym cyklu obserwacji wciąż jeszcze istniały wątpliwości, czy jest to obiekt międzygwiezdny. Orbita mogłaby być paraboliczna tylko wtedy, gdyby na obiekt działały znaczące siły inne niż grawitacyjne (siła ciągu z odgazowania obiektu następującego wskutek jego ogrzania), w większym stopniu niż u jakichkolwiek innych znanych komet. Przyjęcie istnienia dużych sił niegrawitacyjnych przy wysoce ekscentrycznym rozwiązaniu równań orbity mogłoby wygenerować mimośród {\displaystyle e} około 1, minimalną odległość przecięcia z orbitą Ziemi ok. 0,34 au (51 mln km), z peryhelium 0,90 au około 30 grudnia 2019 r. Ze wzrostem liczby obserwacji rozwiązanie zbiegało jednak do trajektorii hiperbolicznej, która potwierdziła międzygwiezdne pochodzenie obiektu, a siły niegrawitacyjne nie pozwalały wyjaśnić obserwowanych parametrów jego ruchu.
| Obiekt                                                         | Prędkość               |
| -------------------------------------------------------------- | ---------------------- |
| C/2010 X1 (Elenin) dla porównania, kiedy była 200 au od Słońca | 2,96 km/s 0,62 au/rok  |
| 1I/ʻOumuamua                                                   | 26,33 km/s 5,55 au/rok |
| 2I/Borisov                                                     | 30,7 km/s 6,47 au/rok  |
| 3I/ATLAS                                                       | 68,06 km/s14,34 au/rok |

| Liczba obserwacji | Okres obserwacji [godz.] | Zakres ekscentryczności |
| ----------------- | ------------------------ | ----------------------- |
| 81                | 225                      | 0,9 – 1,6               |
| 99                | 272                      | 2,0 – 4,2               |
| 127               | 289                      | 2,8 – 4,7               |
| 142               | 298                      | 2,8 – 4,5               |
| 151               | 302                      | 2,9 – 4,5               |

Pierwszy zaobserwowany obiekt, który docierając do wnętrza Układu Słonecznego miał orbitę hiperboliczną ({\displaystyle e>1} oraz dużą hiperboliczną nadwyżkę prędkości {\displaystyle v_{\infty },} znacząco przekraczającą 3 km/s), to odkryta w 2017 roku kometa 1I/ʻOumuamua, która miała {\displaystyle e} około 1,19 i {\displaystyle v_{\infty }} około 26,33 km/s; 2I/Borisov odróżnia się od niej prawie trzy razy wyższym mimośrodem, a także nieco większą (o kilkanaście procent) hiperboliczną nadwyżką prędkości.
We wrześniu 2019 kometę 2I/Borisov lepiej było obserwować z półkuli północnej. Mając nachylenie orbity 44 stopni, 2I/Borisov nie zbliżyła się znacząco do planet. Obserwowanie tej komety przy pomocy dużych profesjonalnych teleskopów było we wrześniu 2019 bardzo utrudnione, bo niezbędne byłoby skierowanie ich zbyt blisko tarczy słonecznej (co mogłoby skutkować ich „oślepieniem” i zniszczeniem aparatury), ale oceniano, że od października 2019 będzie to możliwe. Około 6 grudnia 2019 r. kometa znalazła się w jednakowej odległości od Słońca i od Ziemi, pod koniec grudnia dotarła około 2 au od Ziemi i miała elongację około 80°. Od początku roku 2020 stała się lepszym obiektem do obserwacji na półkuli południowej.
Obserwacje komety po przejściu przez peryhelium ukazały, że na początku marca doszło do dwóch skokowych wzrostów jej jasności, przy stałym poziomie pomiędzy nimi. Takie zachowanie sugeruje, że doszło do rozpadu międzygwiezdnej komety, która prawdopodobnie po raz pierwszy tak bardzo zbliżyła się do gwiazdy.

## Precovery
Angielskim terminem pre-discovery (lub w uproszczeniu precovery), który można tłumaczyć jak „przed-odkrycie” (nawiązującym do discovery, czyli „odkrycie”) określa się w astronomii odnalezienie obiektu na fotografiach wykonanych wcześniej, niż dokonano jego odkrycia i identyfikacji. W przypadku 2I/Borisov grupa astronomów (pracująca pod kierunkiem Quanzhi Ye z Uniwersytetu Marylandu w College Park) przeanalizowała fotografie wykonane przed sierpniem 2019 tych obszarów nieba, przez które przebiegała trajektoria tej komety, zanim jeszcze dostrzegł ją Gienadij Borysow. Okazało się, że pierwszą (najstarszą) fotografią, na której bez wątpliwości można wskazać tę kometę, była ta wykonana 13 grudnia 2018 roku. Wówczas 2I/Borisov miała blask około 21,2m znajdowała się około 8 au od Słońca, czyli dalej, niż orbita Jowisza, który krąży w odległości około 5,2 au. Fotografie nieznacznie starsze od tej wykonanej w grudniu 2018 (październik i listopad) nie pozwoliły z całą pewnością wykazać obecności tego obiektu, z czego astronomowie wyciągnęli wniosek, iż aktywność tej komety związana ze zbliżaniem się do Słońca (znajdowała się ona wtedy w odległości ok. 8,5 au) była w owym czasie jeszcze nie dość znacząca. Wnioskują, że za najwcześniejsze przejawy aktywności komety odpowiedzialna była sublimacja z jej powierzchni tlenku węgla i dwutlenku węgla, natomiast w miarę zbliżania się do Słońca, w odległości od 7 do 5 au (tj. na początku roku 2019) wzrósł udział sublimacji lodu.

## Możliwość dotarcia
Hiperboliczna nadwyżka prędkości {\displaystyle v_{\infty }} komety 2I/Borisov wynosząca 30,7 km/s powoduje, że ewentualne dotarcie do niej statku kosmicznego byłoby trudniejsze, niż do 1I/ʻOumuamuy (26,33 km/s). Według zespołu inicjatywy na rzecz badań międzygwiezdnych, dwutonowy statek kosmiczny mógłby teoretycznie zostać wysłany aby przechwycić ten obiekt, np. za pomocą superciężkiej rakiety nośnej klasy Falcon Heavy w lipcu 2018, a więc tylko gdyby obiekt został odkryty znacznie wcześniej, niż to w rzeczywistości miało miejsce. Ewentualne starty po rzeczywistej dacie odkrycia wymagałyby znacznie większej rakiety, takiej jak będąca jeszcze w fazie przed testami Space Launch System, połączenia z przelotem w pobliżu Jowisza i wykorzystaniu efektu Obertha. Ponadto nawet ciężka rakieta nośna klasy SLS byłaby w stanie dostarczyć na trajektorię przechwytującą 2I/Borisov ładunek o masie zaledwie 3 kg (taki jak miniaturowy satelita CubeSat). Według oświadczenia składanego przed amerykańskim Kongresem, NASA potrzebowałaby jednak co najmniej pięciu lat na wystrzelenie takiej misji.

## Charakterystyka fizyczna
Średnica jądra komety 2I/Borisov została początkowo oceniona na 2–16 km. Późniejsze analizy obserwacji komy obiektu ukazały, że jest to znacznie mniejsze ciało i mierzy od 200 do 500 m.
13 września 2019 r. Wielki Teleskop Kanaryjski uzyskał widmo komety 2I w zakresie widzialnym o niskiej rozdzielczości, które ujawniło, że skład tego obiektu nie różni się bardzo od składu typowych komet z Obłoku Oorta.

## Pochodzenie
Polski zespół (Piotr Dybczyński i Rita Wysoczańska z Obserwatorium Astronomicznego Uniwersytetu im. Adama Mickiewicza w Poznaniu oraz Małgorzata Królikowska z Centrum Badań Kosmicznych PAN w Warszawie) poszukiwał układu, z którego pochodził ten obiekt. Chociaż wstępne wyniki wskazywały, że kometa może pochodzić z układu Kruger 60, nowsze pomiary prędkości radialnej gwiazdy znacznie zmniejszyły prawdopodobieństwo, że tak było.